# Es lebe der König, der Vater im Lande
Es lebe der König, der Vater im Lande (Vive le roi, le père de mon pays), BWV Anh. 11, est une cantate de Johann Sebastian Bach donnée en première représentation le dimanche 3 août 1732 à Leipzig à l'occasion de la fête d'Auguste II de Pologne. Il ne reste que le livret de Picander et des pages de musique : les numéro 1, 7 et 9. Le premier est devenu le chœur introductif de la cantate profane Preise dein Glücke, gesegnetes Sachsen BWV 215 (qui a ensuite donné le Osanna de la Messe en si mineur BWV 232). Le numéro 7 a ensuite donné l'aria de soprano no 39 de la quatrième partie de l'Oratorio de Noël BWV 248 et le numéro 9, enfin, est à l'origine de l'aria de soprano no 14 de la Cantate des paysans BWV 212. Cette œuvre est la dernière de celles composées pour Auguste II de Pologne qui mourra peu de temps après, le 1er février 1733.